# Alfacalcidol
Alfacalcidolul (sau 1-hidroxicolecalciferol) este un analog de vitamina D care este utilizat ca medicament și supliment alimentar. Prezintă un impact mai mic asupra metabolismului calcic și a nivelelor de hormon paratiroidian în comparație cu calcitriolul, dar prezintă un efect mai puternic asupra sistemului imunitar, inclusiv asupra celulelor T reglatoare. Este o formă folositoare de suplimentare a vitaminei D, în principal datorită timpului de înjumătățire mai lung.

## Utilizări medicale
Alfacalcidolul este indicat în afecțiunile în care există tulburări ale metabolismului calciului, mai exact cele provocate de o afectare a 1-α-hidroxilării (în cazul scăderii funcției renale): osteodistrofie renală, hiperparatiroidism (cu osteopatie), hipoparatiroidism, rahitism și osteomalacie.
Alfacalcidolul este activ ca atare, fără să necesite o activare prin hidroxilare la nivel renal.